# تنظيف صوتي

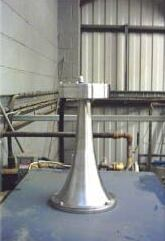
بوق تنظيف صوتي على معدات مناولة المواد

التنظيف الصوتي وبالإنجليزية (Acoustic cleaning) هو طريقة صيانة مستخدمة في أنظمة مناولة المواد والتخزين التي تتعامل مع المواد الحبيبية أو الجزيئية السائبة، مثل رافعة الحبوب، لإزالة المواد المتراكمة على الأسطح. يعمل جهاز التنظيف الصوتي، المُدمج عادةً في معدات مناولة المواد، عن طريق توليد موجات صوتية قوية تهز الجسيمات العالقة على الأسطح، مما يقلل الحاجة إلى التنظيف اليدوي.

## التاريخ والتصميم
يتكون المنظف الصوتي من مصدر صوت مشابه للبوق الهوائي الموجود في الشاحنات والقطارات، وملحق بمعدات مناولة المواد، والذي يوجه صوتًا عاليًا إلى الداخل. يتم تشغيله بواسطة الهواء المضغوط بدلاً من الكهرباء، لذلك لا يوجد خطر من حدوث شرارة، مما قد يؤدي إلى حدوث انفجار. وهو يتألف من جزأين:
- السائق الصوتي. في السائق، الهواء المضغوط الذي يهرب عبر الحجاب الحاجز يجعله يهتز، ويصدر الصوت. عادة ما تكون مصنوعة من الفولاذ المقاوم للصدأ الصلب. عادة ما يتم تصنيع الحجاب الحاجز، الجزء المتحرك الوحيد، من التيتانيوم الخاص بدرجة صناعة الطيران لضمان الأداء وطول العمر.
- عادة ما يكون الجرس، وهو بوق مشتعل، مصنوعًا من الفولاذ المقاوم للصدأ بدرجة 316 مغزول. يعمل الجرس كرنان صوتي، ويجمع شكله المتوهج الصوت بكفاءة مع الهواء، مما يزيد من حجم الصوت المشع.

يتراوح الطول الإجمالي لأبواق المنظف الصوتي من 430 ملم إلى أكثر من 3 أمتار. يمكن للجهاز أن يعمل من نطاق ضغط من 4.8 إلى 6.2 بار أو 70 إلى 90 رطل / بوصة مربعة. سيكون مستوى ضغط الصوت الناتج حوالي 200ديسيبل.
توجد بشكل عام 4 طرق للتحكم في تشغيل المنظف الصوتي:
- الأكثر شيوعًا هو جهاز توقيت بسيط
- التحكم الإشرافي والحصول على البيانات (SCADA)
- جهاز التحكم المنطقي القابل للبرمجة (PLC)
- يدويا عن طريق صمام الكرة

عادةً ما يصدر صوت المنظف الصوتي لمدة 10 ثوانٍ ثم ينتظر لمدة 500 ثانية أخرى قبل أن يصدر صوتًا مرة أخرى. هذه النسبة للتشغيل / الإيقاف تتناسب تقريبًا مع الحياة العملية للحجاب الحاجز. شريطة أن تكون بيئة التشغيل بين -40 ج و 100 درجة مئوية، يجب أن يستمر الحجاب الحاجز بين 3 و 5 سنوات. يتمتع مولد الموجة والجرس بعمر أطول بكثير وغالبًا ما يدومان في البيئة التي يعملان فيها.
كانت الأجراس القديمة المصنوعة من الحديد الزهر عرضة للصدأ في بعض البيئات. لا توجد مشكلة في الصدأ للأجراس الجديدة المصنوعة من الفولاذ المغزول 316 وهي مثالية للبيئات المعقمة مثل تلك الموجودة في صناعة الأغذية أو في مصانع الأدوية.
بدأ التنظيف الصوتي في أوائل السبعينيات بالتجارب باستخدام أبواق السفن أو صفارات الإنذار للغارات الجوية. تم صنع المنظفات الصوتية الأولى من الحديد الزهر. من عام 1990 فصاعدًا، أصبحت التكنولوجيا قابلة للتطبيق تجاريًا وبدأت في استخدامها في المعالجة الجافة والتخزين والنقل وتوليد الطاقة والصناعات التحويلية. تستخدم أحدث التقنيات 316 فولاذ مقاوم للصدأ مغزول لضمان الأداء الأمثل.

## التشغيل والأداء
تعمل غالبية المنظفات الصوتية في نطاق تردد الصوت من 60 هرتز إلى 420 هرتز. ومع ذلك، فإن القليل منها يعمل في النطاق دون الصوتي، أقل من 40 هرتز، والذي يكون في الغالب أقل من نطاق السمع البشري، لتلبية متطلبات التحكم الصارمة في الضوضاء. هناك ثلاثة مجالات علمية تتلاقى في فهم تقنية التنظيف الصوتي.
- انتشار الصوت. يتعلق هذا بفهم طبيعة الموجات الصوتية، وكيف تتنوع وكيف ستتفاعل مع البيئة.
- رياضيات البيئة. علم المواد واحتكاك السطح والمسافة والمناطق المألوفة للمهندس الميكانيكي.
- هندسة كيميائية. الخواص الكيميائية للمسحوق أو المادة المراد إزالتها. خاصة خصائص المسحوق ذاتية اللصق.

سينشئ المنظف الصوتي سلسلة من تقلبات الضغط السريعة والقوية للغاية التي يسببها الصوت والتي تنتقل بعد ذلك إلى الجزيئات الصلبة من الرماد أو الغبار أو الحبيبات أو المسحوق. هذا يجعلهم يتحركون بسرعات مختلفة ويخرجون من الجسيمات المجاورة والسطح الذي يلتصقون به. بمجرد فصلها، ستسقط المواد بسبب الجاذبية أو سيتم نقلها بعيدًا بواسطة غاز العملية أو تيار الهواء.
الميزات الرئيسية التي تحدد ما إذا كان المنظف الصوتي سيكون فعالًا أم لا في أي مشكلة معينة هي نطاق حجم الجسيمات ومحتوى الرطوبة وكثافة الجزيئات وكذلك كيف ستتغير هذه الخصائص مع درجة الحرارة والوقت. تتراوح الجسيمات عادةً بين 20 ميكرومترًا و 5 ميكرومترًا مم مع محتوى رطوبة أقل من 8.5٪ مثالية. تعتمد حدود درجة الحرارة العليا على نقطة انصهار الجسيمات وقد تم استخدام المنظفات الصوتية عند درجات حرارة أعلى من 1000 درجة مئوية لإزالة الرماد المتراكم في محطات الغلايات.
من المهم مطابقة ترددات التشغيل للمتطلبات. يمكن توجيه الترددات الأعلى بشكل أكثر دقة بينما الترددات المنخفضة ستحمل المزيد، وتستخدم بشكل عام لمتطلبات أكثر تطلبًا. سيكون الاختيار النموذجي للترددات المتاحة على النحو التالي:
- 420 هرتز لمنظف صوتي صغير يمكن استخدامه لمسح الجسور في قاعدة الصومعة.
- سيكون 350 هرتز أكثر قوة ويمكن استخدام هذا التردد لإلغاء حظر المواد المتراكمة في المراوح والمرشحات والأعاصير والخلاطات والمجففات والمبردات.
- 230 هرتز. عند هذا التردد، تكون الطاقة المستخدمة كافية لاستخدامها في معظم تطبيقات توليد الكهرباء.
- 75 هرتز و 60 هرتز. هذه هي عمومًا أقوى المنظفات الصوتية وغالبًا ما تستخدم في الأوعية والصوامع الكبيرة.

## الصحة والسلامة
كان إدخال المنظفات الصوتية بمثابة تحسن كبير في العديد من مجالات الصحة والسلامة. على سبيل المثال في تنظيف الصومعة - تميل الحلول السابقة إلى أن تكون تطفلية أو مدمرة. يتم استبدال كل من مدافع الهواء، ومنافخ السخام، والهزازات الخارجية، والمطرقة أو دخول الإنسان المكلف بأبواق صوتية غير غازية. لا يتطلب منظف الصوت أي وقت تعطل وسيعمل أثناء الاستخدام العادي للموقع. بأخذ مثال تنظيف الصومعة إلى أبعد من ذلك، هناك مشكلتان نموذجيتان.

### التجسير
هذا عندما تتكتل الصومعة في المخرج. في السابق تمت معالجة المشكلة عن طريق التنظيف اليدوي من أسفل الصومعة والذي بدوره أدى إلى مخاطر كبيرة من سقوط المواد عند إزالة الانسداد. المنظف الصوتي قادر على العمل من الجزء العلوي من الصومعة من خلال المواد الموجودة في الموقع لإزالة الانسداد في القاعدة.

### ثقب الفئران
الضغط على جانب الصومعة. لا يقلل هذا من حجم التشغيل في الصومعة فحسب، بل إنه يضر أيضًا بمراقبة الجودة من خلال تعطيل أول دورة خروج. يمكن أيضًا أن تبدأ المواد القديمة التي تم ضغطها على جانب الصومعة بالتحلل وإنتاج غازات خطيرة. سينتج منظف الصوت موجات صوتية تجعل المادة المضغوطة ترن بمعدلات مختلفة عن البيئة المحيطة مما يؤدي إلى إزالة الترابط والتخليص.

## مزايا المنظفات الصوتية
- يعني الاستخدام المتكرر أثناء العمليات أن هناك عددًا أقل من عمليات الإغلاق غير المجدولة.
- تحسين تدفق المواد من خلال التخلص من عمليات التعليق والعرقلة والجسور.
- التقليل من التلوث المتبادل من خلال ضمان التفريغ الكامل للبيئة.
- تحسين التنظيف وتقليل مخاطر الصحة والسلامة.[1]
- زيادة كفاءة الطاقة. يؤدي تقليل التراكم على أسطح التبادل الحراري إلى استخدام أقل للطاقة.
- إطالة عمر النبات. يتم تجنب أنظمة التنظيف العنيفة.
- سهولة التشغيل. من السهل أتمتة الأبواق إما على فترات منتظمة أو ربط السبر بالتغيرات في بيئتها مثل الضغط أو معدلات التدفق.
- الأهم من ذلك أنها تمنع حدوث مشكلة تراكم المواد في المقام الأول.
- تحسين أداء المرسبات الفقيرة
- قطع المواد المتراكمة الزائدة والتي يمكن أن خلاف ذلك يؤدي إلى مصاريف صيانة غير مجدولة والتوقف عن العمل احيانا
- تقليل مشاكل تدفق المواد
- انخفاض تكاليف التشغيل عند المقارنة مع طرق التنظيف الأخرى [1]

تعني هذه المزايا أن المردود المالي غالبًا ما يكون سريعًا جدًا.
من الممكن أيضًا مقارنة المنظفات الصوتية مباشرةً بالحلول البديلة.
- مدافع الهواء. راسخة ولكنها باهظة الثمن وذات تغطية محدودة وبالتالي تتطلب شراء وحدات متعددة. كما أنها تتداخل مع الضوضاء ولها استهلاك مرتفع للهواء المضغوط.
- الهزاز. يسهل وضعها في صومعة فارغة ولكنها يمكن أن تسبب أضرارًا هيكلية بالإضافة إلى المساهمة في ضغط المسحوق.
- بطانات احتكاك منخفضة. هذه هادئة للغاية ولكنها غالية الثمن في التثبيت. كما أنها عرضة للتآكل ويمكن أن تلوث البيئة أو المنتج.
- وسادات وبطانات قابلة للنفخ. مرة أخرى، هذه سهلة التركيب في صومعة فارغة. إنها تساعد في بناء الجدار الجانبي ولكن ليس لها تأثير على الجسور. كما يصعب صيانتها ويمكن أن تسبب الضغط.
- التميع من خلال غشاء أحادي الاتجاه. هذا يمكن أن يساعد بالفعل المواد المضغوطة. ومع ذلك فهي باهظة الثمن ويصعب تركيبها وصيانتها. يمكنهم أيضًا المساهمة في التشابك الميكانيكي والجسور.

## تطبيقات محددة للمنظفات الصوتية
- غلايات. تنظيف أسطح نقل الحرارة.
- المرسبات الكهروستاتيكية. تُستخدم المنظفات الصوتية لتنظيف القواديس ودوارات الريش ولوحات التوزيع ولوحات التجميع وأسلاك الأقطاب الكهربائية.
- سخانات سوبر وموفورات وسخانات هواء.
- عمل القناة.
- المرشحات. تُستخدم المنظفات الصوتية في الهواء العكسي، ووحدات النفث النفاث، ووحدات شاكر. إنها فعالة في تقليل انخفاض الضغط عبر سطح التجميع مما يزيد من عمر الكيس ويمنع الأمتعة ذات القادوس. بشكل عام يمكنهم استبدال كل من مراوح الهواء العكسي ووحدات الهزاز بشكل كامل وتقليل متطلبات الهواء المضغوط على مرشحات النفاثات النبضية بشكل كبير.
- معرف المشجعين. يساعد التنظيف الصوتي على توفير نمط تنظيف موحد حتى للأجزاء التي يتعذر الوصول إليها من المروحة. هذا يحافظ على توازن المروحة.
- مدخل الفرن. تساعد المنظفات الصوتية على منع تراكم الجسيمات عند مدخل الفرن وهذا سيقلل من تشكيل حلقة الأنف.
- المجمعات الميكانيكية المسبقة. تساعد المنظفات الصوتية على منع التراكم حول المراوح وبين الأنابيب.
- المطاحن. تساعد المنظفات الصوتية في الحفاظ على تدفق المواد وكذلك منع الانسداد في صوامع ما قبل الطحن. كما أنها تساعد في منع تراكم المواد في الفواصل والمراوح النهائية.
- مبردات كوكبية. تساعد المنظفات الصوتية على منع التجسير وتضمن الإخلاء الكامل.
- المرسب. تساعد المنظفات الصوتية في تنظيف دوارات الدوران ولوحات التوزيع ولوحات التجميع وأسلاك الأقطاب الكهربائية. يمكنهم إما مساعدة أو استبدال أنظمة النقر الميكانيكية. كما أنها تمنع تراكم الجسيمات في القواديس السفلية والتي من شأنها أن تؤدي إلى ارتفاع العتامة.
- سخانات أولية. تستخدم في الأبراج ورافعات الغاز والأعاصير والمراوح.
- عنابر شحن السفن. تستخدم على حد سواء لتنظيف وتفكيك الأحمال الحالية.
- الصوامع والنطاطات. لمنع الجسور وثقب الفئران.
- الأعاصير الثابتة. ستعمل المنظفات الصوتية داخل الإعصار وفي مجاري الهواء المرتبطة به.[2]

## روابط خارجية
https://www.acousticcleaning.com